# Albert Lebrun
Pour les articles homonymes, voir Lebrun.
Albert Lebrun, né le 29 août 1871 à Mercy-le-Haut (alors dans la partie de la Moselle restée française après le traité de Francfort) et mort le 6 mars 1950 à Paris (alors dans le département de la Seine), est un homme d'État français. Il est président de la République française du 10 mai 1932 au 11 juillet 1940 (le dernier de la IIIe République).
Fils d’un cultivateur lorrain, il naît en territoire occupé par l’Empire allemand à la suite de la défaite française de 1870. Après une scolarité au lycée national de Nancy, il sort major de promotion de l'École polytechnique et de l'École nationale supérieure des mines de Paris, puis exerce pendant cinq ans la profession d’ingénieur des mines à Vesoul et Nancy.
Sa carrière politique commence en 1898, avec son élection comme conseiller général de Meurthe-et-Moselle. En 1900, à 29 ans, il est élu député de Meurthe-et-Moselle. Républicain modéré, il rejoint l’Alliance républicaine démocratique, qui connaîtra plusieurs dénominations et avec laquelle il évoluera à droite.
Il fait partie de plusieurs gouvernements de la Troisième République, en tant que ministre des Colonies (1911-1912 et 1913-1914), de la Guerre (1913) et des Régions libérées (1917-1919). Proche de Georges Clemenceau puis de Raymond Poincaré, il entre en 1920 au Sénat comme représentant de Meurthe-et-Moselle : devenu l'un des membres les plus influents de la chambre haute, il en est élu président en 1931.
L’année suivante, après l'assassinat de Paul Doumer, il est facilement élu à la présidence de la République. Son premier mandat est marqué par une forte instabilité politique, la succession de plusieurs gouvernements et les événements du 6 février 1934, qui le conduisent à désigner un cabinet d'union nationale ; en outre, il ne peut empêcher l'accession au pouvoir du Front populaire et de son chef de file, Léon Blum. Il préside au lancement du paquebot Normandie en 1932 et à son inauguration en 1935, ainsi qu’à l’ouverture de l’Exposition internationale de Paris en 1937.
En avril 1939, à l’approche de la Seconde Guerre mondiale, il est réélu pour un second mandat présidentiel, une première sous la Troisième République depuis Jules Grévy en 1885. À la suite de la défaite des armées alliées, il nomme le maréchal Pétain à la présidence du Conseil. Celui-ci signe rapidement un armistice avec l'Allemagne nazie puis instaure le régime de Vichy, ce qui met un terme à la présidence d’Albert Lebrun, qui souhaitait la poursuite de la lutte en Afrique française du Nord.
En 1943, alors qu’il est retiré à Vizille (Isère), où il est placé en résidence surveillée, il est enlevé par les Allemands, qui le maintiennent en détention pendant un mois. À la fin du conflit, Albert Lebrun — qui n'a jamais démissionné — ne retrouve pas son mandat de président de la République, qui se termine en 1946.

## Situation personnelle

### Origines

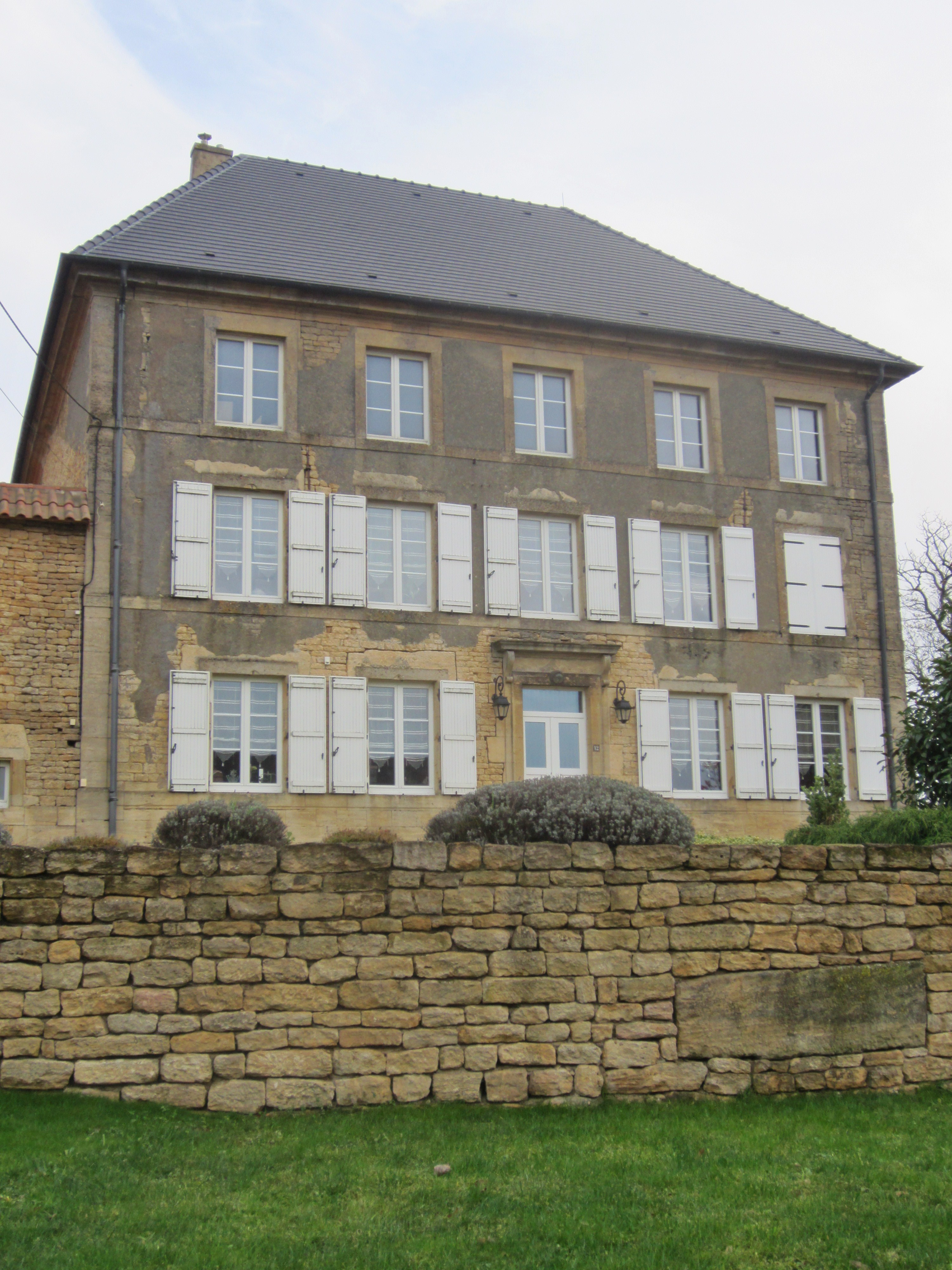
Maison natale d'Albert Lebrun à Mercy-le-Haut (alors située Grand-Rue, aujourd'hui rue Albert-Lebrun). Dans le village, cet imposant bâtiment est connu pour ses 28 fenêtres.

Albert François Lebrun naît le 29 août 1871 au 12 de la Grand-Rue à Mercy-le-Haut, dans la maison de ses parents, Ernest Nicolas Lebrun (1842-1906), cultivateur et maire de la commune de 1881 à sa mort, et Anne Marie Navel (1846-1912), femme au foyer,. Il a une sœur aînée et un frère cadet : Lydie (1869-1950, épouse Richard) et Gabriel (1875-1939),.
Originaire du village mosellan voisin de Joppécourt, le père d’Albert Lebrun a choisi de vivre à Mercy-le-Haut, où ont vécu ses ancêtres pendant des siècles, s'y mariant en 1868 et reprennant la ferme de 80 hectares de sa belle-famille, les Navel, qui possèdent d’autres terres et détiennent la mairie en alternance avec les Collignon, leurs cousins. Alors que l’école ne s’est pas encore démocratisée, Ernest et Anne Marie Lebrun sont dotés d’une culture écrite.
La commune natale d’Albert Lebrun fait partie de l’arrondissement de Briey, au nord de la Lorraine. À sa naissance, elle est occupée par les soldats prussiens en raison de la défaite de la France lors de la guerre franco-allemande. Neuf jours plus tard, alors qu’il appartenait à la Moselle, le village est rattaché au nouveau département de Meurthe-et-Moselle, échappant de peu aux annexions de l'Alsace-Lorraine par l’Empire allemand. Mercy-le-Haut doit néanmoins verser à l’Allemagne des indemnités de guerre et reste occupé jusqu’en août 1873.
Albert Lebrun dira au sujet des premières années de sa vie : « Nous étions alors sous le régime de l’occupation allemande, en attendant que la France ait pu exécuter les clauses du traité inique. Mon petit village était plein de ces soldats, ivres d’orgueil au lendemain de leurs victoires, de sorte que mon regard d’enfant s’est éveillé à la vie sur un spectacle d’une infinie tristesse. »

### Formation et carrière
À l’école de Mercy-le-Haut, où il est scolarisé à partir de l’âge de cinq ans, Albert Lebrun fait partie des meilleurs élèves, malgré un caractère dissipé. À onze ans, il obtient son certificat d'études primaires avec la meilleure moyenne du canton, ainsi qu’un certificat supérieur à Longuyon la même année. Après avoir souhaité que leur fils aîné reprenne l’exploitation familiale, ses parents acceptent la proposition de son instituteur de le laisser partir au lycée ; c’est finalement son frère, Gabriel Lebrun, qui héritera de la ferme.
À partir de 1883, Albert Lebrun poursuit ses études au lycée national de Nancy — devenu par la suite lycée Henri-Poincaré —, où ont été scolarisés avant lui Hubert Lyautey et Maurice Barrès. Il saute une classe à son arrivée dans l’établissement, où il reste un brillant élève, en particulier dans les matières scientifiques et en histoire, et obtient son baccalauréat en 1889.
Il effectue ensuite une année de préparation aux concours d’entrée aux écoles d'ingénieur, dont il délaisse un temps les cours pour se préparer à Saint-Cyr. Il est finalement admis à l'École polytechnique (X1890) mais dans les derniers (230e rang). À Polytechnique, où il bénéficie d’une bourse d'études, il est classé quatrième à l’issue de sa première année puis sort major de sa promotion (sur 181 étudiants), devenant le seul élève à sortir premier de cette école après y être entré au-delà du 200e rang,,.
Devant dès lors choisir une école d'application, il opte pour l'École nationale supérieure des mines de Paris, qui reçoit les étudiants les mieux classés de Polytechnique. Avec trois camarades, Albert Lebrun intègre l’École des mines à la rentrée 1892. Il doit cependant rapidement effectuer son service militaire, comme sous-lieutenant au premier régiment d’artillerie de Bourges. De retour à Paris en 1893, il se déplace dans plusieurs pays européens et effectue son stage de dernière année en Russie, étudiant les usines métallurgiques dans le Donets. Il sort de l’École des mines en 1896, une nouvelle fois comme major de promotion,.
Ingénieur du Corps des mines, Albert Lebrun exerce dans une exploitation minière à Vesoul (Haute-Saône) à partir de 1896, puis à Nancy de 1898 à 1901. Ces territoires riches en minerais de fer et forêts connaissent alors un important développement de leur industrie métallurgique. Durant sa brève carrière, interrompue par son engagement en politique, le jeune ingénieur travaille notamment sur les minerais de fer oolithiques de l’Est et sur les éboulements de terrain dans les salines lorraines ; il publie plusieurs de ses recherches dans le Bulletin de la Société belge de géologie,.
En 1900, Paul Doumer, gouverneur général de l'Indochine, le sollicite pour prendre la tête du service des mines de la colonie française, mais le gouvernement décide de repousser la nomination de quelques mois. Entre-temps, Albert Lebrun est élu député, ce qui rend ce projet caduc et met un terme à sa carrière d'ingénieur.

### Vie privée et familiale

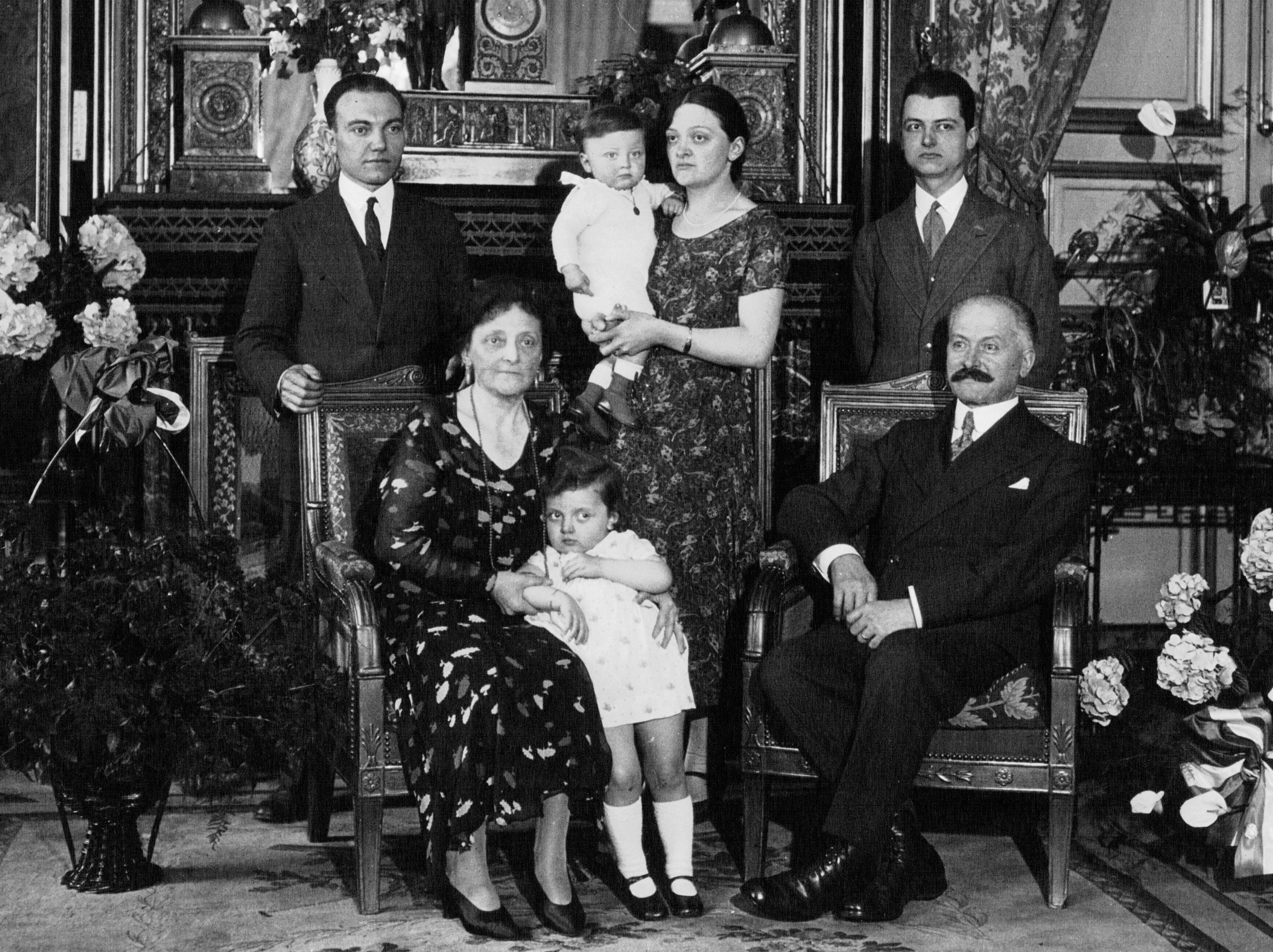
Albert Lebrun et sa famille au palais de l'Élysée (1932).

Le 5 février 1902, dans le 7e arrondissement de Paris, Albert Lebrun épouse Marguerite Nivoit. De ce mariage naissent deux enfants : Jean (1902-1980) et Marie (1904-1984)[réf. nécessaire].
Issue d'une famille catholique de droite, il se rend régulièrement à la messe, à la différence de membres de sa famille politique, comme son ami et compatriote lorrain Raymond Poincaré qui refusait d’entrer dans une église.

## Ascension politique

### Débuts (1898-1911)

#### Au conseil général de Meurthe-et-Moselle
Albert Lebrun commence sa carrière politique en juillet 1898, lorsqu’il brigue un mandat de conseiller général de Meurthe-et-Moselle comme républicain modéré. Il se porte candidat dans le canton d'Audun-le-Roman — détenu depuis dix-huit ans par Henri Mathieu, qui ne se représente pas pour raison de santé — et bénéficie de l’appui d’Alfred Mézières, homme de lettres, député et figure centrale du département. Sans adversaire, il l’emporte avec 98 % des suffrages exprimés et 24 % d’abstention.

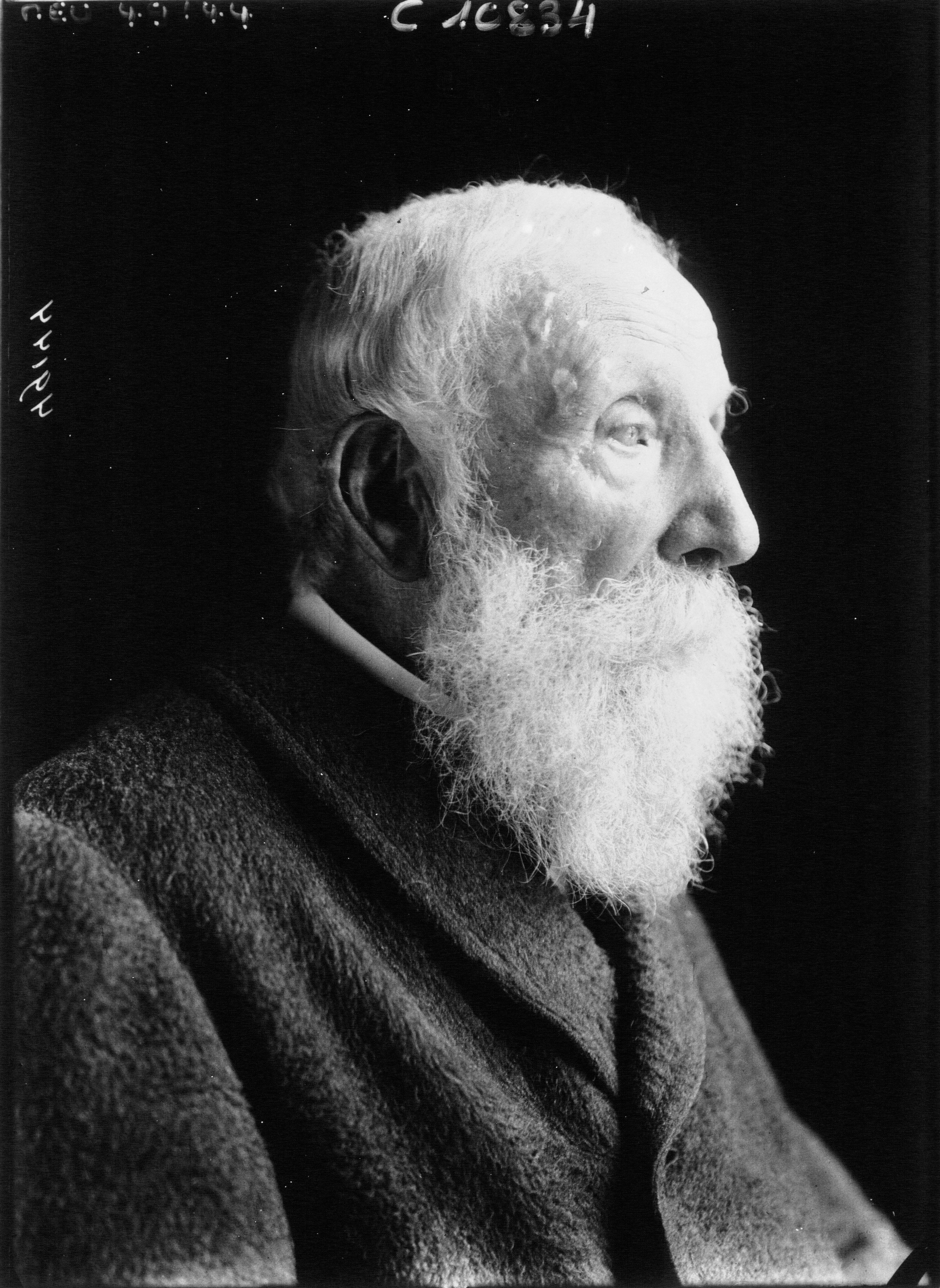
Alfred Mézières (ici en 1914), « mentor » politique d’Albert Lebrun, auquel il succède comme député, président du conseil général de Meurthe-et-Moselle et sénateur.

À 27 ans, il est le benjamin de la nouvelle assemblée, qui est composée à près des trois quarts de républicains (modérés et radicaux). Il s'intéresse notamment à la question des chemins de fer et obtient en 1904 que le train Renard soit expérimenté dans le département. L’année suivante, devenu rapporteur du budget, il propose d’augmenter les impôts locaux, une première depuis 35 ans, afin de financer la nouvelle ligne de Toul à Thiaucourt ainsi que l’assistance obligatoire aux vieillards et nécessiteux, une compétence imposée par l’État aux conseils généraux.
En août 1906, il est élu à la présidence du conseil général de Meurthe-et-Moselle, succédant à son mentor Alfred Mézières, qui, à près de 80 ans, ne se représentait pas. Albert Lebrun exerce cette fonction pendant vingt-six ans, jusqu’à son élection à la présidence de la République, ce qui constitue un record de longévité jamais égalé dans l'histoire du département.

#### À la Chambre des députés
En août 1900, Alfred Mézières est élu sénateur, ce qui provoque une élection législative partielle dans l’arrondissement de Briey. Le géologue Georges Rolland est pressenti pour lui succéder mais renonce du fait de son état de santé. Albert Lebrun accepte alors de représenter le camp républicain. Le maître de forges François de Wendel est pris de court par cette candidature, qui a reçu l’appui de Mézières et des industriels de Longwy avant qu'il n’ait pu officialiser son souhait de se présenter. Bien que détenue par Alfred Mézières depuis 1881, la circonscription de Briey reste relativement conservatrice ; mais Albert Lebrun est favorisé par ses origines (famille paysanne avec un père exerçant le mandat de maire), sa maîtrise du patois et des sujets industriels.

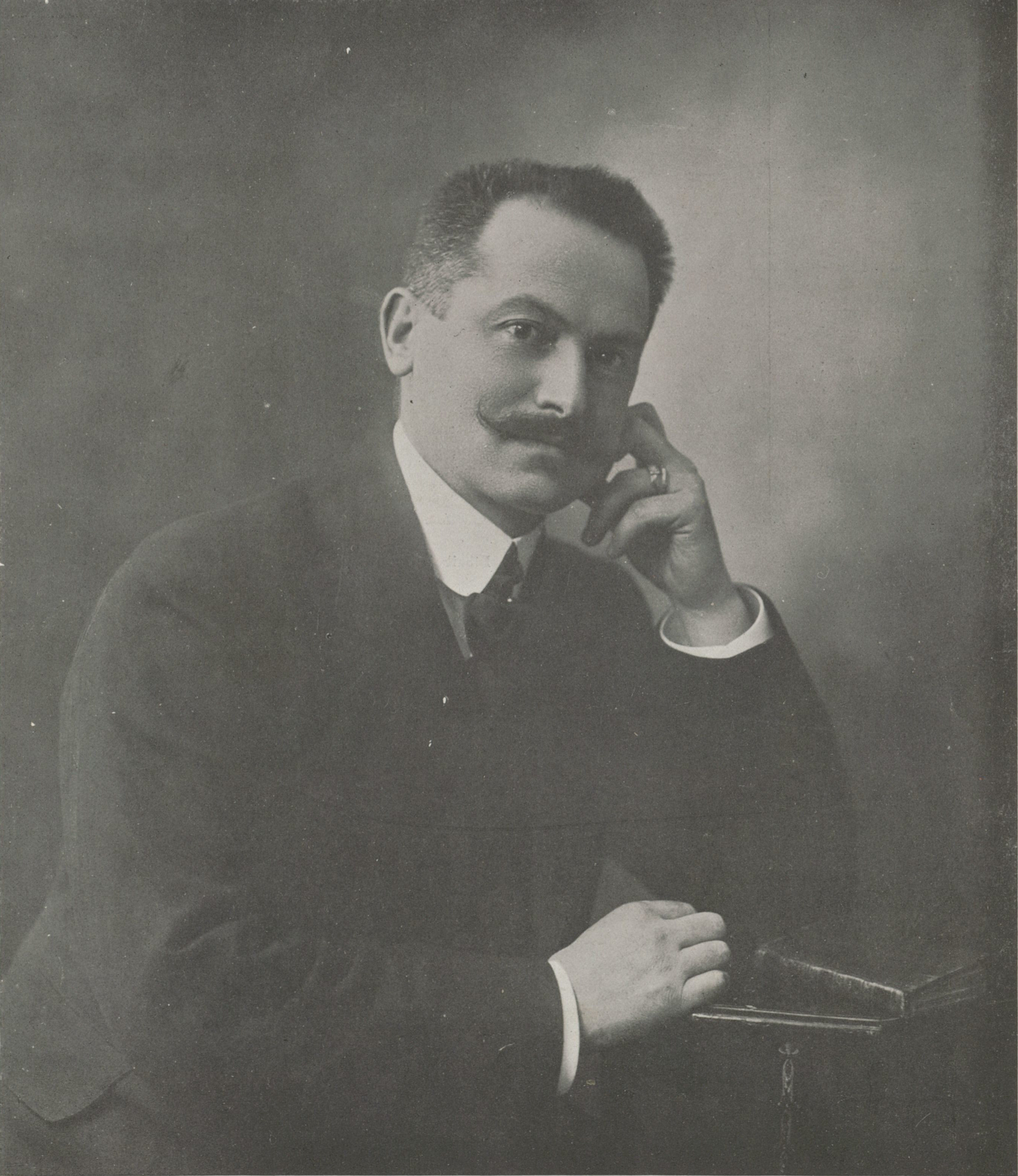
Albert Lebrun, photographié par Henri Manuel (La Dépêche coloniale illustrée, 1911).

Dans sa profession de foi, Albert Lebrun se défend d’être le candidat du gouvernement, se présente comme un « enfant du peuple » aimant « le monde des travailleurs, celui de la terre, de la mine et de l’usine » et place la liberté de conscience « en tête de toutes les libertés », ce qui lui sera rappelé par les milieux catholiques lors des débats sur la question religieuse. Il est aussi soutenu par les radicaux et les socialistes. Le 23 décembre 1900, Albert Lebrun l’emporte au premier tour avec 59 % des suffrages exprimés face à deux candidats nationalistes et un réactionnaire ; il obtient cependant 25 points de moins qu’Alfred Mézières deux ans plus tôt,.
À 29 ans, Albert Lebrun devient le plus jeune parlementaire de France. Constamment réélu député jusqu’en 1920, il est secrétaire de la Chambre des députés à partir de 1903 et en est vice-président à partir de 1913. Il vote contre la confiance au gouvernement Combes en 1905 mais pour la loi de séparation des Églises et de l'État la même année, en faveur de l'impôt sur le revenu en 1909 et pour la loi du service militaire de trois ans en 1913. Durant ses mandats parlementaires (il est ensuite sénateur), il est président ou rapporteur général d'importantes commissions (Budget, Armée, Colonies). En août 1914, au début de la Grande Guerre, il part au front comme commandant d'artillerie, à Verdun[réf. nécessaire].
En février 1911, il est élu à l’unanimité membre de la commission centrale exécutive de l’Alliance républicaine démocratique, présidée par Adolphe Carnot.

### Portefeuilles ministériels (1911-1919)

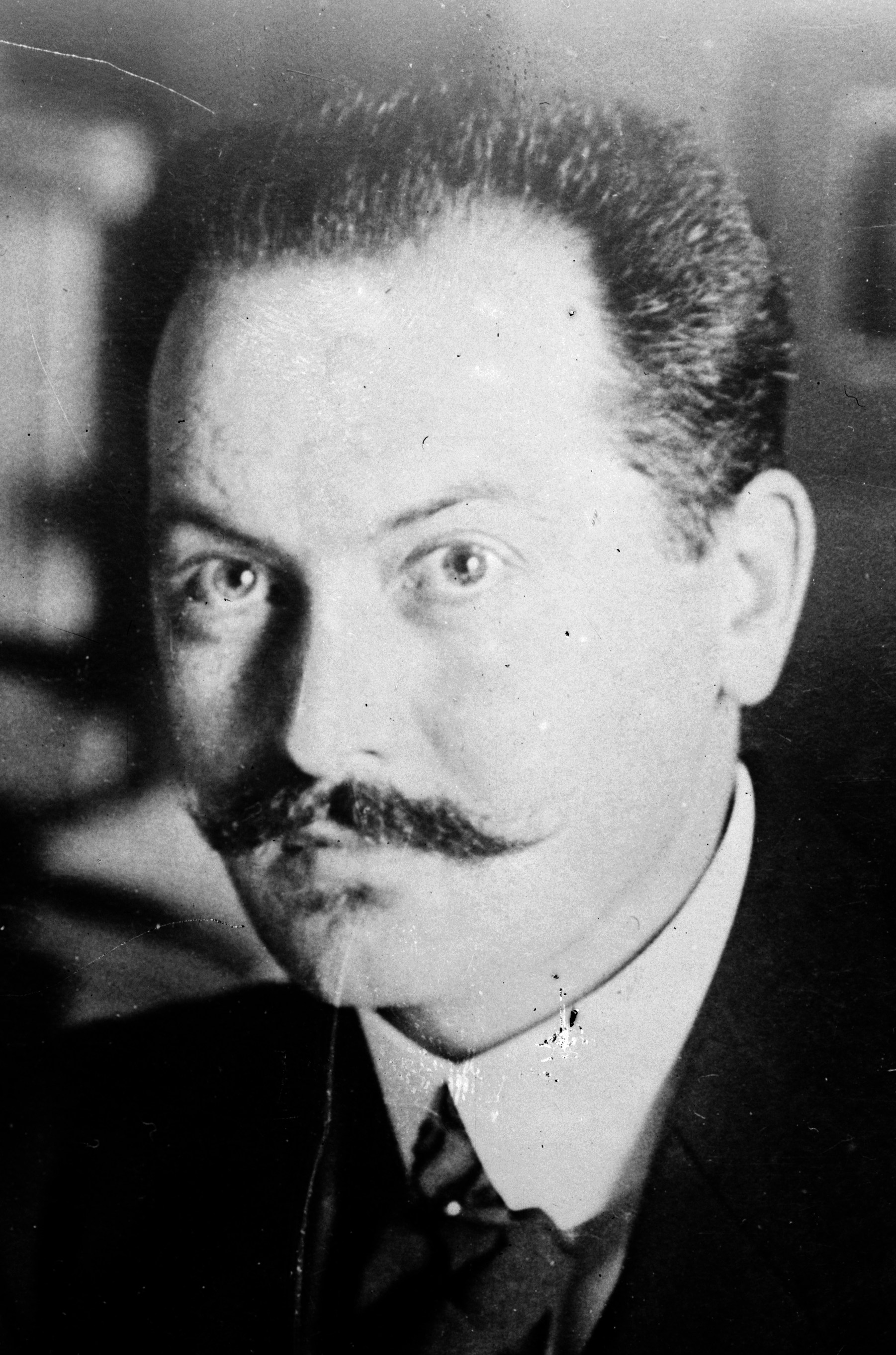
Albert Lebrun en 1913-1914.

Ministre des Colonies à plusieurs reprises dans les gouvernements Caillaux, Poincaré et Doumergue, entre 1911 et 1914, Albert Lebrun joue un rôle important dans le coup de force d'Agadir (1er juillet 1911), préférant céder une partie du Congo à l'Allemagne pour obtenir en échange un protectorat au Maroc et éviter un conflit avec l'Allemagne (affaire du « bec de canard ») ; il est alors le seul élu lorrain favorable à ce traité avec l’Empire allemand. Il est aussi partisan de l'intégration des colonies par la création d'une « armée noire » ainsi que de la participation des élites indigènes à la fonction publique.
Brièvement ministre de la Guerre en janvier 1913, il participe activement à la reconstruction de la France comme ministre du Blocus et des Régions libérées de 1917 à 1918 puis des seules Régions libérées de 1918 à 1919, dans le gouvernement Clemenceau. Il met en œuvre son goût prononcé pour l'économie et sa vocation première d'ingénieur.

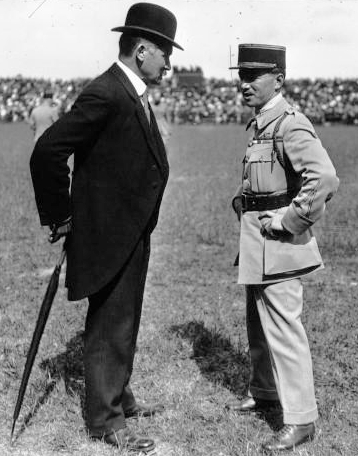
Albert Lebrun et René Fonck, aviateur vosgien surnommé « l’as des as », en 1918.

En 1919, un désaccord avec Georges Clemenceau sur la présence de Louis Marin, qui avait voté contre le traité de Versailles, sur une liste commune qu'il conduisait pour les élections législatives dans son département, l'amène à démissionner du gouvernement.

### Société des Nations et Sénat (1920-1931)
Dans les années 1920, Albert Lebrun représente la France à la Société des Nations. Président de la Caisse d'amortissement de 1926 à 1931, il participe avec son ami lorrain Raymond Poincaré au redressement du franc. Il préside également le conseil d'administration de l'Office national des mutilés et réformés de guerre et fonde avec d'autres amis l'Académie des sciences coloniales.
Élu sénateur de Meurthe-et-Moselle en 1920, ce qui le conduit à quitter son mandat de député, il devient vice-président du Sénat en 1926. Il est élu président de la chambre haute en 1931, avec notamment le soutien de Raymond Poincaré, par 147 voix contre 139 à Jules Jeanneney.

### Victoire à l’élection présidentielle de 1932
Le 10 mai 1932, après l'assassinat du président Paul Doumer, Albert Lebrun est élu président de la République. Ce scrutin est atypique car il intervient avant que la nouvelle Chambre des députés, qui vient d'être renouvelée, ait pris officiellement ses fonctions : c'est ainsi que de nombreux députés battus participent au vote et Albert Lebrun est élu par une Chambre de droite au sein de l'Assemblée nationale alors que la gauche a remporté les élections législatives des 1er et 8 mai 1932. Il l’emporte dès le premier tour, avec 633 voix sur 777, son élection étant favorisée par le renoncement de Paul Painlevé. Il est alors âgé de 60 ans.

## Président de la République

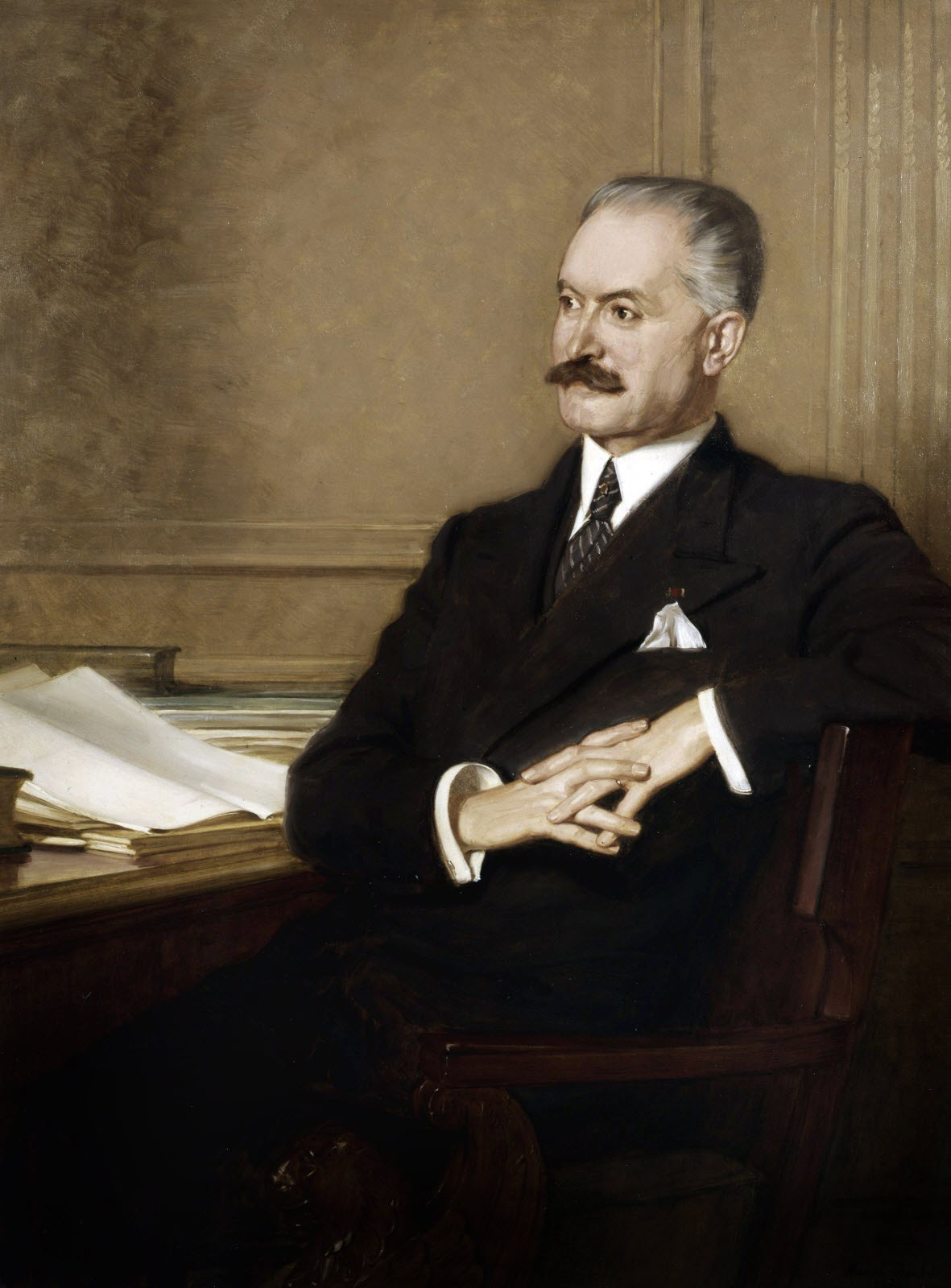
Portrait d’Albert Lebrun par Marcel Baschet.

### Premier septennat présidentiel (1932-1939)
En raison de la pratique institutionnelle en vigueur sous la Troisième République (« Constitution Grévy »), Albert Lebrun a peu de marge de manœuvre pour intervenir dans le débat politique en tant que chef de l’État. Il voit notamment monter la menace allemande mais reste particulièrement discret.
À la suite de la crise du 6 février 1934, il nomme à la présidence du Conseil l'ancien président de la République Gaston Doumergue, qui entend mener une réforme constitutionnelle. Celle-ci n’aboutit finalement pas et Doumergue démissionne après neuf mois à la tête du gouvernement.

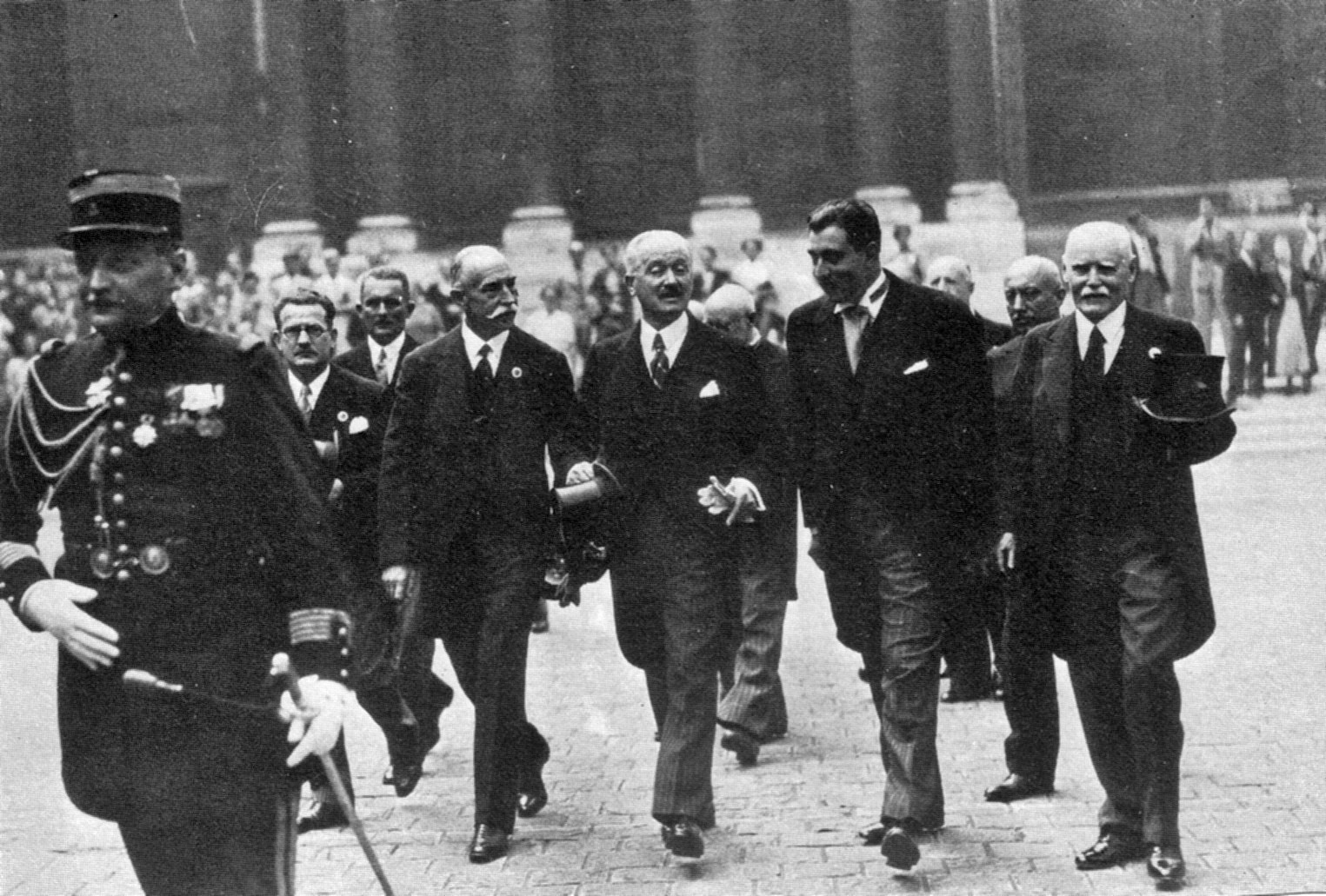
Albert Lebrun échangeant avec Max Hymans dans la cour de la Sorbonne lors de l’Exposition universelle de 1937.

À la suite des élections législatives de 1936, il consent à nommer à la tête du gouvernement, après avoir tenté de l'éviter, le chef du Front populaire, Léon Blum. « La mort dans l'âme », selon ses propres termes, il signe les grands textes de la majorité de gauche, sans se priver de faire régulièrement part au gouvernement de ses critiques sur la politique conduite. Durant la guerre civile en Espagne, il milite pour que la France reste neutre dans le conflit, refusant de signer des décrets de nomination ou de révocation de personnel.

#### Élection présidentielle de 1939
En vue de l’élection présidentielle de 1939, bien que la Chambre des députés soit dominée par le Front populaire, Albert Lebrun apparaît comme un gage de stabilité face aux périls éminents des régimes totalitaires de l'Allemagne nazie et de l'Italie fasciste, obtenant le soutien de plusieurs personnalités de poids, comme Édouard Herriot et Jules Jeanneney. Le 5 avril, il est réélu président de la République par l’Assemblée nationale dès le premier tour de scrutin, avec 506 voix sur 904, soit 56 % des suffrages exprimés, tandis que son principal adversaire, le candidat SFIO Albert Bedouce, obtient 151 voix (16,7 %).

### Second septennat présidentiel (1939-1940)

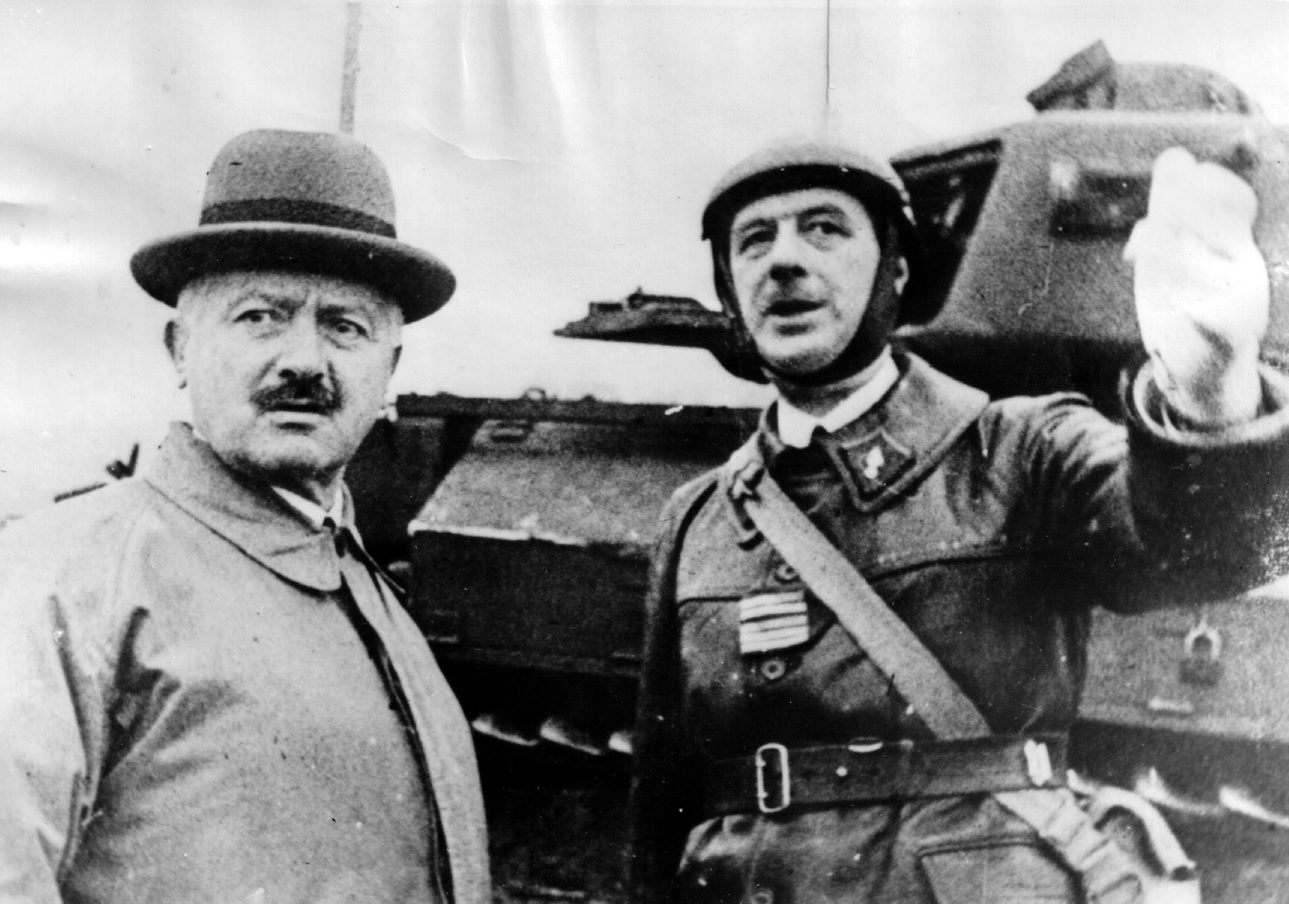
Albert Lebrun avec le colonel Charles de Gaulle qui lui présente l'unité de chars qu'il commande au sein de la 5e armée sise en Moselle, à Goetzenbruck, 23 octobre 1939.

Le 23 août 1939, l'Allemagne nazie et la Russie soviétique signent un traité de non-agression. Le 1er septembre l'Allemagne envahit la Pologne, provoquant un casus belli. Le 3 septembre, la France et le Royaume-Uni déclarent la guerre à l'Allemagne. Le 17 septembre, l'Armée rouge envahit la Pologne. L'Europe bascule dans la Seconde Guerre mondiale, qui, sur le front ouest, commence par la « drôle de guerre ».
Fidèle à son allié soviétique, le Parti communiste français ne désavoue pas le Pacte germano-soviétique. Le 4 octobre 1939, le président Lebrun contresigne le décret du ministre de l'Intérieur, Albert Sarraut, qui suspend maires et parlementaires communistes.
Le 6 avril 1940, il signe le décret qui interdit la circulation des nomades,.
En juin 1940, avec Paul Reynaud (mais aussi Jules Jeanneney, Édouard Herriot, Georges Mandel et Charles de Gaulle), il est partisan du départ du gouvernement français pour l'Afrique française du Nord et se montre opposé à l'armistice. Il est cependant conduit, devant le courant majoritaire et à la suite de la démission de Paul Reynaud, à appeler le maréchal Pétain à la présidence du Conseil, le 16 juin 1940.

Le 18 juin, Albert Lebrun souhaite partir sur le paquebot Massilia, mais Pétain refuse. Le 21 juin, alors que le président de la République prépare ses bagages, Pierre Laval lui rend visite pour lui demander de rester et de ne pas trahir le gouvernement. Selon des témoins, le chef de l’État est alors « amorphe » ; dans son Témoignage, lui-même indique qu'il était « calme » et faisait preuve de « sang-froid ». Le 23 juin, il signe le décret annulant la promotion de Charles de Gaulle au grade de général et le mettant à la retraite.

### Instauration du régime de Vichy et départ de l’Élysée (1940)

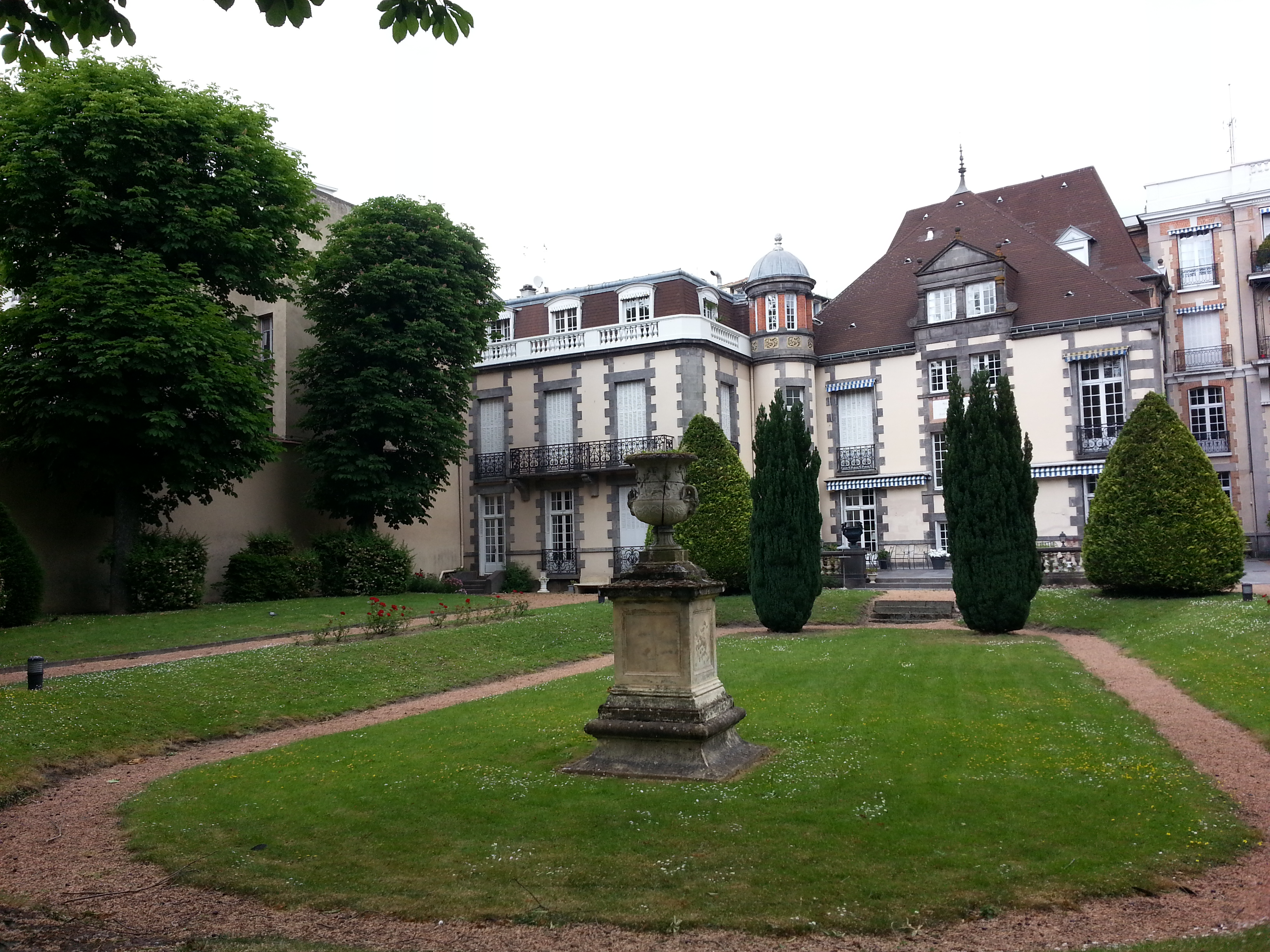
Le pavillon Sévigné, où réside Albert Lebrun en juillet 1940, à la suite du départ du gouvernement pour Vichy.

Le gouvernement quitte Bordeaux pour Vichy, dans l’Allier, le 1er juillet 1940. Albert Lebrun s'installe alors au pavillon Sévigné, qui accueille un premier Conseil des ministres dès le lendemain.
Le 4 juillet, l’ancien président du Conseil Pierre Laval présente le projet de loi qui acte la fin de la Troisième République en confiant les pleins pouvoirs constituants au maréchal Pétain. Sous pression, le président de la République se voit contraint de réunir en Assemblée nationale, au théâtre du Grand Casino de Vichy, la Chambre des députés et le Sénat, qui votent la loi constitutionnelle du 10 juillet 1940 à une majorité de 569 pour 649 votants et 846 inscrits. Le jour même, Albert Lebrun signe ce texte, qui « donne tout pouvoir au gouvernement de la République […] de promulguer […] une nouvelle constitution de l'État français [qui] devra garantir les droits du travail, de la famille et de la patrie ». C’est officiellement la fin de la Troisième République et le début du régime de Vichy.
Albert Lebrun refuse de démissionner, mais les actes constitutionnels du 11 juillet 1940 abrogent l'article 2 des lois constitutionnelles de 1875 (Constitution de facto de la Troisième République) et chargent le maréchal Pétain d'exercer la fonction de chef de l'État, dont les pouvoirs sont redéfinis,.
Le 14 juillet, il se rend à l'hôtel du Parc pour rencontrer le maréchal Pétain et tenter d'obtenir la possibilité d'adresser un message au pays, mais sa demande est refusée. Il ne signe pas sa démission mais se retire.

## Après la présidence de la République

### Retrait de la politique et déportation sous l’Occupation (1940-1943)
Après son départ du pouvoir, Albert Lebrun quitte le pavillon Sévigné, qui revient au maréchal Pétain, pour se retirer à Vizille (Isère), chez son gendre, Jean Freysselinard, patron de la SAMA, société d'abrasifs, contiguë à l'ancien château présidentiel. Il est placé en résidence surveillée par les Italiens, qui lui conseillent, sans succès, de quitter la région avant l’arrivée des Allemands.
Adolf Hitler le fait enlever par Klaus Barbie, avec André François-Poncet, résidant à proximité, le 27 août 1943, jour du départ de ses gardes italiens. Il est transporté au château d'Itter, dans le Tyrol autrichien, le 3 septembre 1943. L’ancien président y retrouve des hommes politiques également pris en otage et y séjourne de septembre à octobre 1943. Lorsque sa santé se dégrade, il bénéficie d'une libération, et rentre en France le 9 octobre 1943, demeurant à Vizille jusqu'à la fin de la guerre.

### Libération et confirmation de la fin de sa présidence (1944-1945)
Réélu pour un second septennat en 1939, Albert Lebrun devait en principe rester à l’Élysée jusqu’au 4 avril 1946, mais l’avènement du régime de Vichy a de fait mis un terme à son mandat. Avec l’ordonnance du 9 août 1944, qui proclame que la République « n'a pas cessé d'exister » et déclare « de nul effet tous les actes constitutionnels […] promulgués sur le territoire continental postérieurement au 16 juin 1940 », la possibilité qu’Albert Lebrun retrouve la présidence du pays est évoquée par des juristes puisqu’il n’a pas démissionné de sa fonction.
Le 11 octobre 1944, Albert Lebrun rencontre le général de Gaulle, président du Gouvernement provisoire de la République française. Pour Gaston Palewski, l’objectif de la réunion est de consacrer l'instauration du nouveau régime français aux yeux des Alliés. D'après le récit fait par le Général dans ses Mémoires de guerre, le président Lebrun se serait dit heureux de le voir prendre en charge les destinées du pays, déclarant : « Il est vrai que, formellement, je n'ai jamais donné ma démission. À qui d'ailleurs l'aurais-je remise, puisqu'il n'existait plus d'Assemblée nationale qualifiée pour me remplacer ? Mais je tiens à vous attester que je vous suis tout acquis. » Toujours selon de Gaulle, Albert Lebrun aurait déploré ne pas avoir eu les moyens de s’opposer à la nomination du maréchal Pétain à la présidence du Conseil et de poursuivre le combat depuis l'empire colonial,.
Dans son journal, Marguerite Lebrun, l'épouse d’Albert Lebrun, donne la version suivante : « Albert a trouvé le général vieilli ; ce n’est pas étonnant, après les quatre années d’épreuves qu’il vient de vivre. Il dit que la guerre sera encore longue, les Boches se battant avec l’énergie du désespoir. Son gros souci est de sentir la réticence des Alliés à son égard […]. Il a confirmé à Albert combien sa visite était pour lui un appui moral de tout premier ordre, qui certainement frappera les Anglo-Saxons et hâtera peut-être leur reconnaissance du Gouvernement provisoire ». D’après elle, Albert Lebrun résume ainsi l’entretien : « Je n’ai pas pu dire un mot. Le général de Gaulle a parlé sans arrêt ». Dans son Dictionnaire historique de la France sous l'occupation, l’historienne Michèle Cointet indique que Lebrun voulait au départ reprendre la présidence mais que de Gaulle lui opposa un refus puisqu'il n'avait pas su défendre l'État, même symboliquement.
Après l’entrevue entre les deux hommes, la presse annonce qu’Albert Lebrun a remis au général de Gaulle sa démission de président de la République, ce que l’ancien chef de l’État dément dans une lettre adressée au président du Gouvernement provisoire. Il écrit à nouveau à de Gaulle le 17 novembre 1944, mais ne reçoit pas de réponse. Dans les semaines qui suivent, des rumeurs évoquent une possible entrée d’Albert Lebrun au gouvernement comme ministre d’État avec attribution de « conseiller gouvernemental ». Au milieu de l’année 1945, des notes confidentielles lui prêtent la volonté de retrouver sa fonction à l’Élysée, mais aucun de ses écrits ni aucune déclaration publique n’exprime un tel souhait de sa part.
Dans ses Mémoires de guerre, le général de Gaulle indique au sujet du dernier président de la Troisième République : « Au fond, comme chef de l'État, deux choses lui avaient manqué : qu'il fût un chef ; qu'il y eût un État ». Cette citation est à replacer dans le contexte des institutions du régime de l’époque — le président de la République n'avait alors que des prérogatives limitées, le pouvoir exécutif étant essentiellement détenu par le président du Conseil — et dans celui de la période d'effondrement de l'État de 1940, ainsi que dans le cadre du soutien du général de Gaulle à une nouvelle Constitution renforçant les pouvoirs présidentiels.

### Témoignage aux procès de Pétain et Laval (1945)
Albert Lebrun est convoqué pour témoigner aux procès de Pétain (23 juillet – 15 août 1945) et de celui de Laval (5 – 9 octobre 1945).

### Dernières années, mort et obsèques (1945-1950)

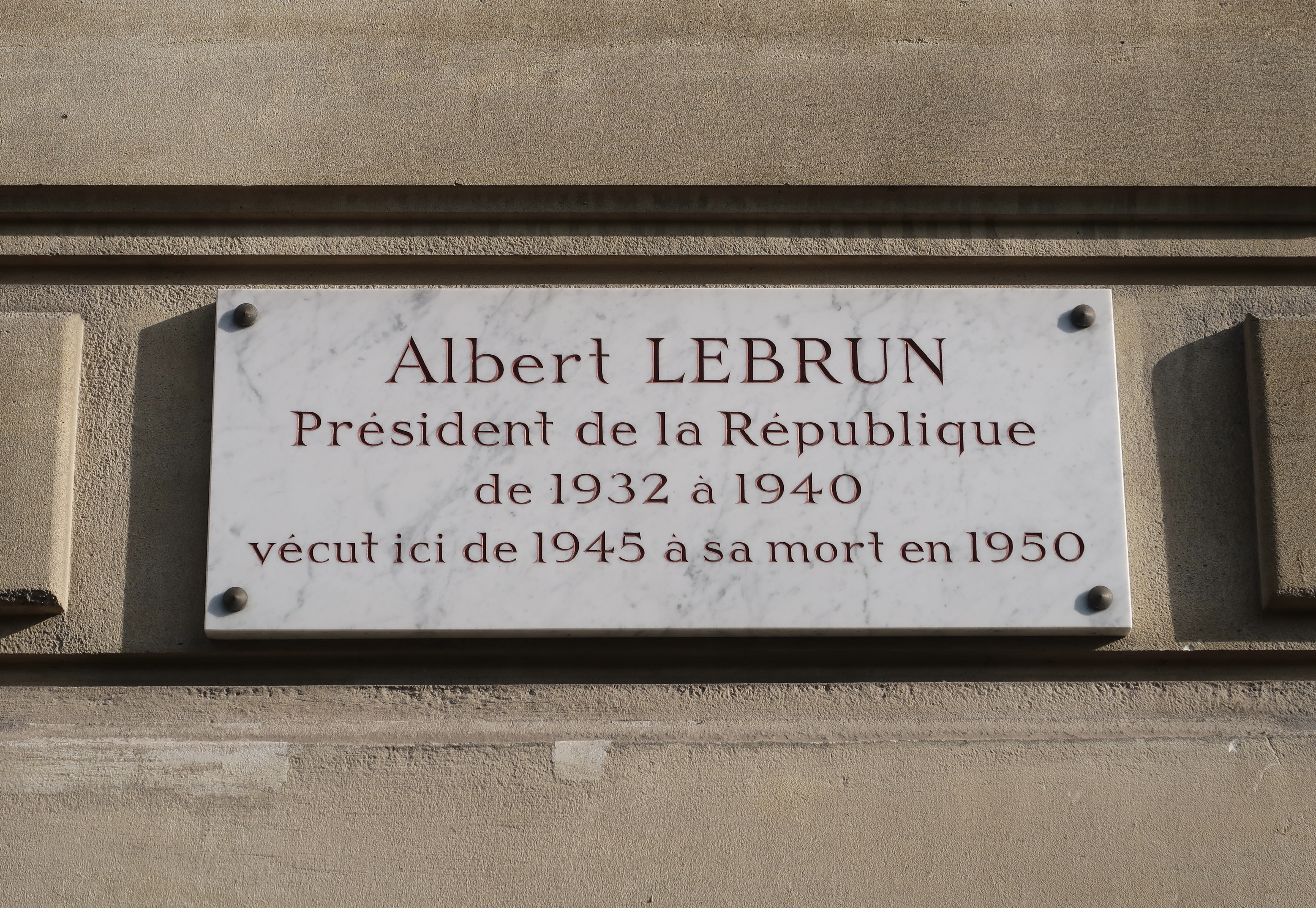
Plaque située au boulevard de Beauséjour (Paris 16e), où Albert Lebrun a son domicile de 1945 à sa mort.

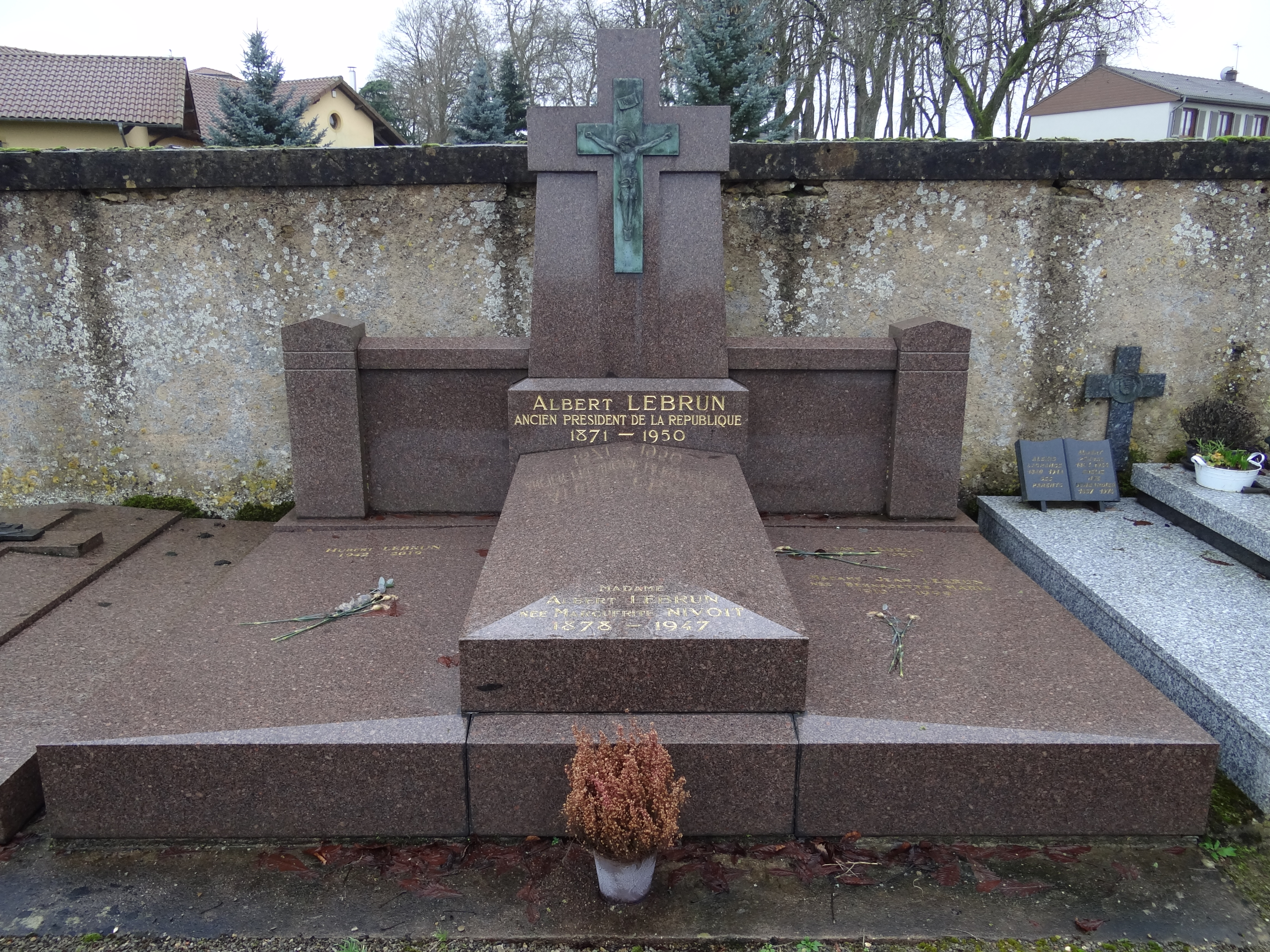
La tombe d'Albert Lebrun au cimetière de Mercy-le-Haut (Meurthe-et-Moselle).

En janvier 1947, Albert Lebrun assiste à l'investiture de Vincent Auriol comme premier président de la Quatrième République. Il perd son épouse en octobre 1947.
Dans les années d’après-guerre, il donne des conférences sur la Troisième République et la sidérurgie. Au retour d'une d'entre elles, ayant pris froid, il contracte une pneumonie aiguë, des suites de laquelle il meurt le 6 mars 1950, dans l'appartement qu'il loue au 19, boulevard de Beauséjour (16e arrondissement de Paris), où une plaque rappelle son passage.
Des obsèques nationales à la cathédrale Notre-Dame de Paris sont organisées. Deux discours y sont prononcés : l'un par Louis Jacquinot, représentant du président Auriol, et l’autre par André François-Poncet, qui présidera à partir de 1957 l’Association nationale des amis d'Albert Lebrun. Il est inhumé au cimetière de son village natal de Mercy-le-Haut.

## Prises de position
Albert Lebrun n’est pas un grand idéologue et évite les échanges doctrinaux.
Il commence son engagement en politique dans les années 1890 au sein des républicains modérés, donc plutôt à gauche de l’échiquier politique, se montrant ouvert aux revendications sociales mais inquiet des menées révolutionnaires. Il ne prend pas publiquement position dans l’affaire Dreyfus mais semble être partisan, comme son camarade lorrain Raymond Poincaré, du capitaine juif.
Au début du XXe siècle, il reste au centre gauche malgré la querelle religieuse, qui pousse résolument à droite son mentor lorrain, Alfred Mézières. Catholique pratiquant, Lebrun vote contre la loi sur les associations de 1901 et pour la loi de séparation de l'Église et de l'État mais s'oppose à ses mesures les plus répressives.
Devenu membre de l'Alliance républicaine démocratique, il est progressivement classé au centre puis à droite de l’échiquier politique national, mais moins à droite dans son fief de Meurthe-et-Moselle, où ce courant est porté par Louis Marin, le président de la Fédération républicaine.

## Profil et particularités
Albert Lebrun est le seul président de la Troisième République à être né sous ce régime, à deux jours du vote de la loi Rivet, qui met en place ses institutions provisoires. Il voit le jour en territoire occupé par l’Empire allemand, son village de Mercy-le-Haut manquant de peu d’être annexé en vertu du traité de Francfort, ce qui l’aurait de fait rendu citoyen allemand.
La réussite d’Albert Lebrun dans ses études est notable à une époque où il était extrêmement rare qu’un homme issu d'un milieu rural et d'une petite commune (Mercy-le-Haut comptait alors un demi-millier d'habitants) parvienne à intégrer l'École polytechnique et l’École des mines de Paris, de prestigieux établissements fréquentés quasi-exclusivement par les milieux bourgeois parisiens, et qui plus est à en sortir major de promotion.
Éric Freysselinard, son arrière-petit-fils et l'un de ses biographes, le décrit de la façon suivante lors de ses études : « C’est un garçon de haute taille pour l’époque (1,73 m), aux cheveux châtains et aux yeux bruns, robuste et souriant […]. Il porte une fine moustache, qu'il gardera toute sa vie, alors que ses contemporains portent souvent d’imposantes bacchantes ou la barbe. […] Matin ou soir, il fait de longues promenades, d’un pas rapide […]. Élevé dans la foi catholique, il est pratiquant sans ferveur ».
Peu charismatique, fuyant les affrontements partisans et les honneurs, il n’envisageait initialement pas une carrière politique, affirmant que c’est « la politique [qui] s’empara de [lui] ».

## Postérité et hommages
Au sein de l’opinion publique, le nom d’Albert Lebrun reste avant tout associé à la faiblesse des pouvoirs du chef de l’État sous la Troisième République et à l’effondrement de l’État en 1940. Son impossibilité à s’opposer à l’arrivée au pouvoir du maréchal Pétain et à poursuivre le conflit contre l’Allemagne nazie depuis les colonies françaises auraient convaincu le général de Gaulle d’instaurer l’article 16 dans la Constitution de 1958 afin de conférer des pouvoirs exceptionnels au président de la République en cas de crise majeure.
Se disant hostile à toute tentative de réhabilitation personnelle, il refusa d’écrire ses mémoires, se contentant de rédiger un Témoignage sur les événements de 1940 dont le contenu sera repris par de nombreux historiens.
Un monument est érigé à la mémoire d’Albert Lebrun dans sa commune natale de Mercy-le-Haut, dont la Grand-Rue a par ailleurs été rebaptisée « rue Albert-Lebrun ». 61 lieux publics sont baptisés au nom de Albert Lebrun.
Un portrait en bronze de lui, titré Albert Lebrun 1871-1950, major de la promotion 1893, président de la République, signé Josette Hébert-Coëffin est exposé à l'Ecole des mines de Paris.

## Publication
- Albert Lebrun, Témoignage, Paris, Plon, 1945, 257 p. (lire en ligne).

## Décorations
- Grand-croix de la Légion d'honneur le 10 mai 1932 et Grand maître de la Légion d'honneur de 1932 à 1940 en tant que président de la République ; Chevalier en 1930[39]
- Ordre Suprême du Christ (Vatican) en 1935
- Ordre de la Dynastie Chakri (Thaïlande), décerné le 19 avril 1934
- Chevalier Grand-Croix de l'Ordre du Bain (Royaume-Uni), décerné le 20 juillet 1938[40]